# Слов'яносербка (пункт контролю)
46°57′27″ пн. ш. 29°42′3″ сх. д. / 46.95750° пн. ш. 29.70083° сх. д.Слов'яносербка — пункт пропуску через Державний кордон України на кордоні з Молдовою (невизнана республіка Придністров'я). З молдавської сторони пропускні операції тимчасово не здійснюються.
Розташований в Роздільнянському районі Одеської області, неподалік від однойменного села, через яке проходить автошлях місцевого значення. Із молдавського боку розташований пункт пропуску «Ближній Хутір» в однойменному селі, Слободзейський район, на автошляху місцевого значення у напрямку Тирасполя, перетинаючи дві євромагістралі E58 та E581.
Вид пункту пропуску — автомобільний. Статус пункту пропуску — міждержавний.
Характер перевезень — пасажирський, вантажний.
Окрім радіологічного, митного та прикордонного контролю, пункт пропуску «Слов'яносербка» може здійснювати фітосанітарний, екологічний, ветеринарний та контроль Служби міжнародних автомобільних перевезень.
Пункти контролю «Великоплоське» входить до складу митного посту «Кучурган» (UA500K05) Одеської митниці. Код місця митного оформлення — UA500320 (відділ митного оформлення № 3, ознака пункту пропуску — 217).
Був тимчасово закритий з 13 березня 2020 року до 20 травня 2020 року у зв'язку з пандемією коронавірусної хвороби відповідно до розпорядження КМУ від 13.03.2020 №288-р.

## Історія
Пункт пропуску «Слов'яносербка» входив до складу митного посту «Роздільна» Південної митниці. Код пункту пропуску — 50009 32 00 (21).